# Phlogistus instabilis
Phlogistus instabilis is een keversoort uit de familie mierkevers (Cleridae). De wetenschappelijke naam van de soort is voor het eerst geldig gepubliceerd in 1840 door Newman.